# Verónica Villarroel
Verónica Villarroel, född 2 oktober 1965, är en chilensk operasångare (sopran).
Hon upptäcktes av den italienska sopranen Renata Scotto när de alternerade som Musetta i La Bohème på Teatro Municipal i Santiago de Chile. Scotto tog henne med till New York där hon studerade sång för Ellen Faull vid Juilliard School.
Villarroel har gästspelat på operahus i större delen av världen, såsom Metropolitan i New York, Royal Opera House i London, La Scala i Milano och Teatro Real i Madrid för bara att nämna några. I Japan blev hon känd för titelrollen i Madama Butterfly. Hon var den första icke-japanskan att sjunga titelrollen vid New National Theatre i Tokyo och är nu en av världens mesta tolkare av rollen.
Hennes röst har liknats vid Maria Callas och hon har sjungit roller i operor som La traviata, Così fan tutte, Don Juan, Turandot, Carmen med flera.